# Cantone di Grenade
Il Cantone di Grenade era una divisione amministrativa dell'Arrondissement di Tolosa.
A seguito della riforma approvata con decreto del 13 febbraio 2014, che ha avuto attuazione dopo le elezioni dipartimentali del 2015, è stato soppresso.

## Composizione
Comprendeva 15 comuni:
- Aussonne
- Bretx
- Daux
- Launac
- Menville
- Merville
- Montaigut-sur-Save
- Ondes
- Saint-Cézert
- Saint-Paul-sur-Save
- Seilh
- Thil
- Larra
- Le Burgaud
- Grenade-sur-Garonne